# Assassinat de Josep Maria Isanta
L'assassinat de Josep Maria Isanta i Casellas (Berga, 9 de desembre de 1982 - 28 de maig de 2005), un jove català de vint-i-dos anys, es va produir durant les festes de la Patum de Berga del 2005.

## Crim d'odi
Al voltant de la una de la matinada del dissabte, un grup de vint persones, alguns amb samarretes amb simbologia feixista, es van desplaçar al passeig de la Indústria de Berga on s'instal·la una fira i se celebrava un concert en un escenari situat a la rotonda que hi ha a l'avinguda del Canal Industrial, perpendicular al passeig de la Indústria, organitzat pels col·lectius independentistes i llibertaris de la ciutat. Un cop allà, el grup va començar a agredir brutalment amb cops de puny, puntades de peu, punys americans i fuetades de cinturó a diverses persones que gaudien de les festes de la Patum, i va causar ferides de diversa consideració a una dotzena de joves.
En aquest context de violència desfermada gratuïta, el grup va carregar darrere de l'escenari contra Jordi Isanta, el germà menor de Pep Isanta. Quan aquest va acudir en defensa seva, va ser envoltat pel grup agressor, que li va clavar cops de puny i puntades de peu, així com tres punyalades fetes amb dues navalles diferents a prop del cor que van acabar llevant-li la vida al carrer Lluís Millet, a la cruïlla amb el carrer de la Verge de la Salut. El jove va ser traslladat a l'Hospital Sant Bernabé on l'equip mèdic va intentar reanimar-lo, cosa que no va ser possible.
A més d'Isanta, tres joves més van ser ferits per arma blanca de tipus navalla papallona. Els agents dels Mossos d'Esquadra van detenir divuit persones relacionades amb l'agressió, vuit de les quals menors d'edat. Quinze dels divuit detinguts estaven empadronats a Berga, i vuit havien nascut a Catalunya. Dos més eren marroquins, un de la República Dominicana, tres equatorians, dos polonesos –que no van ser condemnats– i dos més de nacionalitat espanyola, però de fora de Catalunya. Vuit d'ells tenien antecedents policials per robatoris, consum i tràfic de drogues, danys a la via pública i baralles. En total, es comptaven trenta detencions prèvies.
Segons la sentència del 2007 de l'Audiència Provincial de Barcelona, el grup va agredir Josep Maria Isanta perquè caigués a terra i després els seus integrants van formar dos cercles concèntrics sobre el jove, de manera que mentre uns procedien a colpejar-lo i apunyalar-lo, els altres els cobrien i dificultaven que fos auxiliat per tercers, impedint la possibilitat que es pogués defensar. Nou persones majors d'edat van ser condemnades per assassinat amb traïdoria, homicidi en grau de temptativa, amenaces i desordres públics a penes d'entre 25 i 43 anys de presó.
Per aquests mateixos fets, el 2006 també van ser condemnats set menors d'edat, que integraven el grup agressor, a penes d'entre 3 i 7 anys d'internament en règim tancat. Els menors de setze anys en el moment dels fets van ser condemnats a tres anys d'internament i dos més de llibertat vigilada, i els majors de setze, a set anys d'internament i tres de llibertat vigilada.

## Repercussió

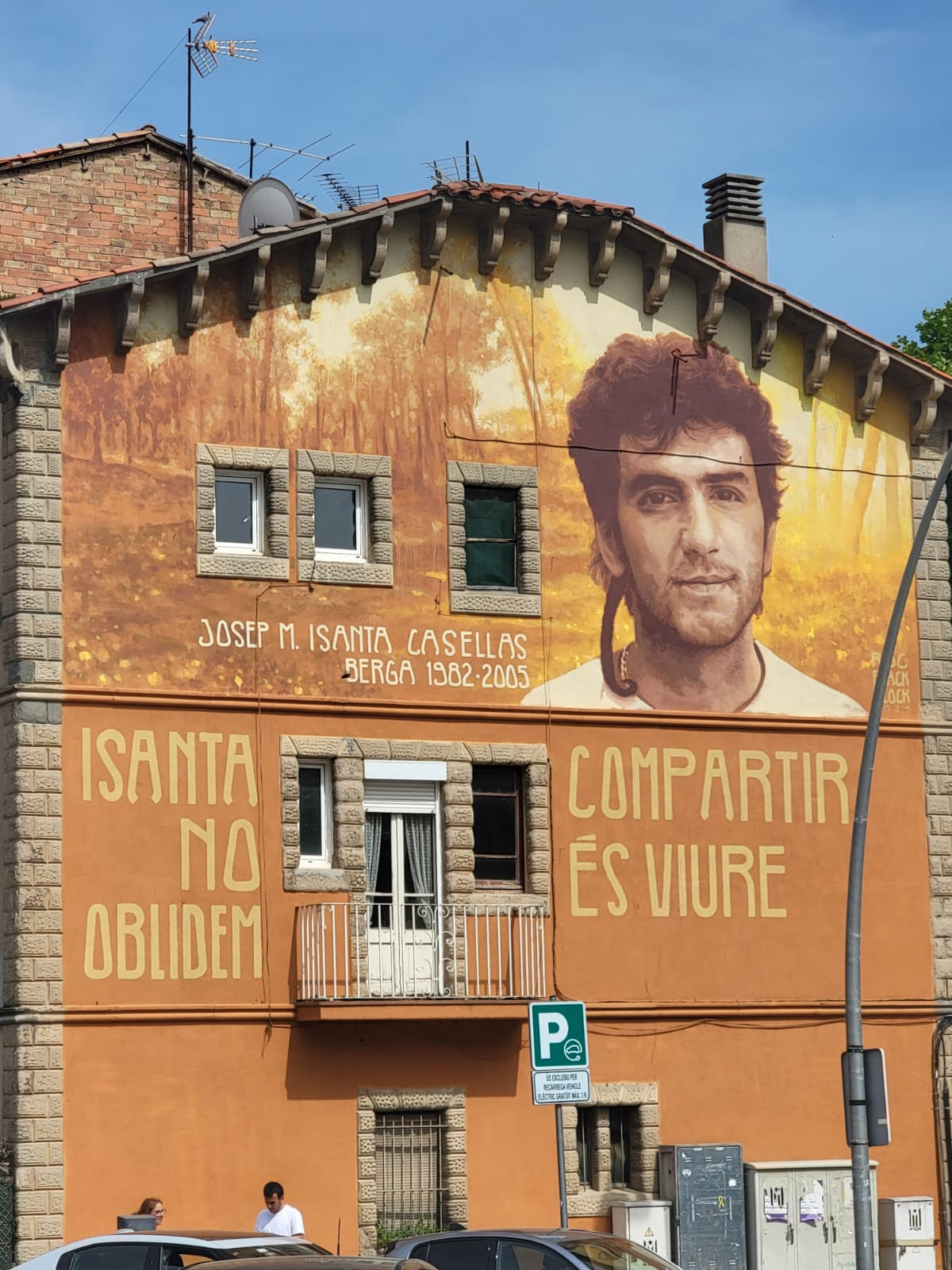
Mural fet en homenatge a Josep Maria Isanta el 2025

Arran de l'assassinat, l'Ajuntament de Berga va suspendre tots els actes de Patum d'aquell dissabte. Durant els dies posteriors, el cos dels Mossos d'Esquadra va rebre crits i xiulets d'indignació a causa de les fallades del dispositiu policial, i un col·lectiu de joves els va dirigir una expressiva pancarta l'endemà diumenge a plaça amb la pregunta: «Mossos, on éreu?». El llavors president de la Generalitat, Pasqual Maragall, també va ser rebut amb una forta escridassada diumenge a la Patum de Lluïment, i un dels càrrecs polítics més criticats d'aquells dies va ser la consellera d'Interior, Montserrat Tura, per unes polèmiques declaracions en què va defensar l'actuació policial i va carregar contra els col·lectius sociopolítics de la ciutat.
L'episodi tràgic va donar pas a un esclat d'indignació per la resposta lenta dels Mossos d'Esquadra, que aquella nit no hi tenien una patrulla destinada com altres vegades. Respecte de l'actuació de la policia, el Tribunal Superior de Justícia de Catalunya va acabar sentenciant el 2014 que el Departament d'Interior de la Generalitat de Catalunya indemnitzés amb 110.475 euros la família d'Isanta, després de considerar que hi havia hagut errors en el dispositiu policial «anormal i negligent» desplegat durant la nit del crim.
El 2006, Josep Maria Isanta va rebre la distinció de Patumaire d'Honor a títol pòstum, honor que va ser recollit pel cap de colla de la comparsa Nans Nous, a la qual pertanyia. L'any 2015, El Centre d'Estudis Josep Ester Borràs va proposar una sèrie de canvis de noms a carrers de Berga, entre els quals dedicar-ne un a Josep Maria Isanta a l'actual carrer General Manso i Solà. El mateix any, familiars, amics i coneguts del jove van inaugurar un monument per honorar la seva memòria a la rotonda de l'avinguda del Canal Industrial de Berga, a prop del lloc on va morir.
El 28 de maig de 2025, amb motiu del vintè aniversari de l'assassinat, es va inaugurar a Berga un mural d'homenatge a Pep Isanta amb el rostre del jove berguedà fet per l'artista Roc Blackblock amb el lema «Isanta, no oblidem. Compartir és viure», i dos dies després es va fer una xerrada per a recordar-ho i es va repetir el concert de la nit del crim amb quasi els mateixos grups (The Ajos Porros Band, Kolumna Metralla i els berguedans Esperit de Vi, en compte de Dementes) i les barraques amb les mateixes entitats.